# Solenopsis africana
Solenopsis africana é uma espécie de formiga do gênero Solenopsis, pertencente à subfamília Myrmicinae.